# Vårtrav
Vårtrav (Arabis blepharophylla) är en korsblommig växtart som beskrevs av William Jackson Hooker och George Arnott Walker Arnott. Enligt Catalogue of Life ingår Vårtrav i släktet travar och familjen korsblommiga växter, men enligt Dyntaxa är tillhörigheten istället släktet travar och familjen korsblommiga växter. Arten förekommer tillfälligt i Sverige, men reproducerar sig inte. Inga underarter finns listade i Catalogue of Life.

## Bildgalleri

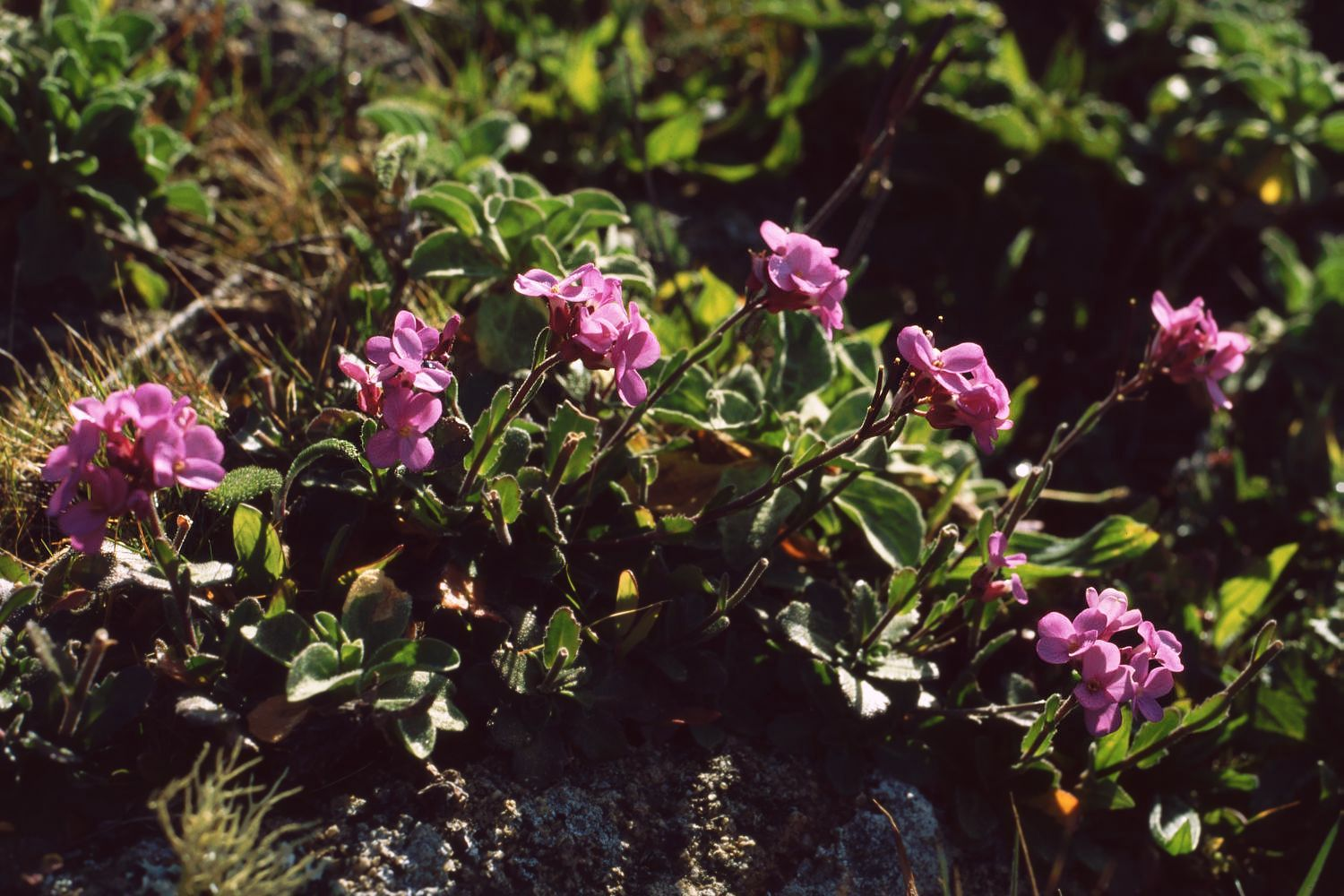
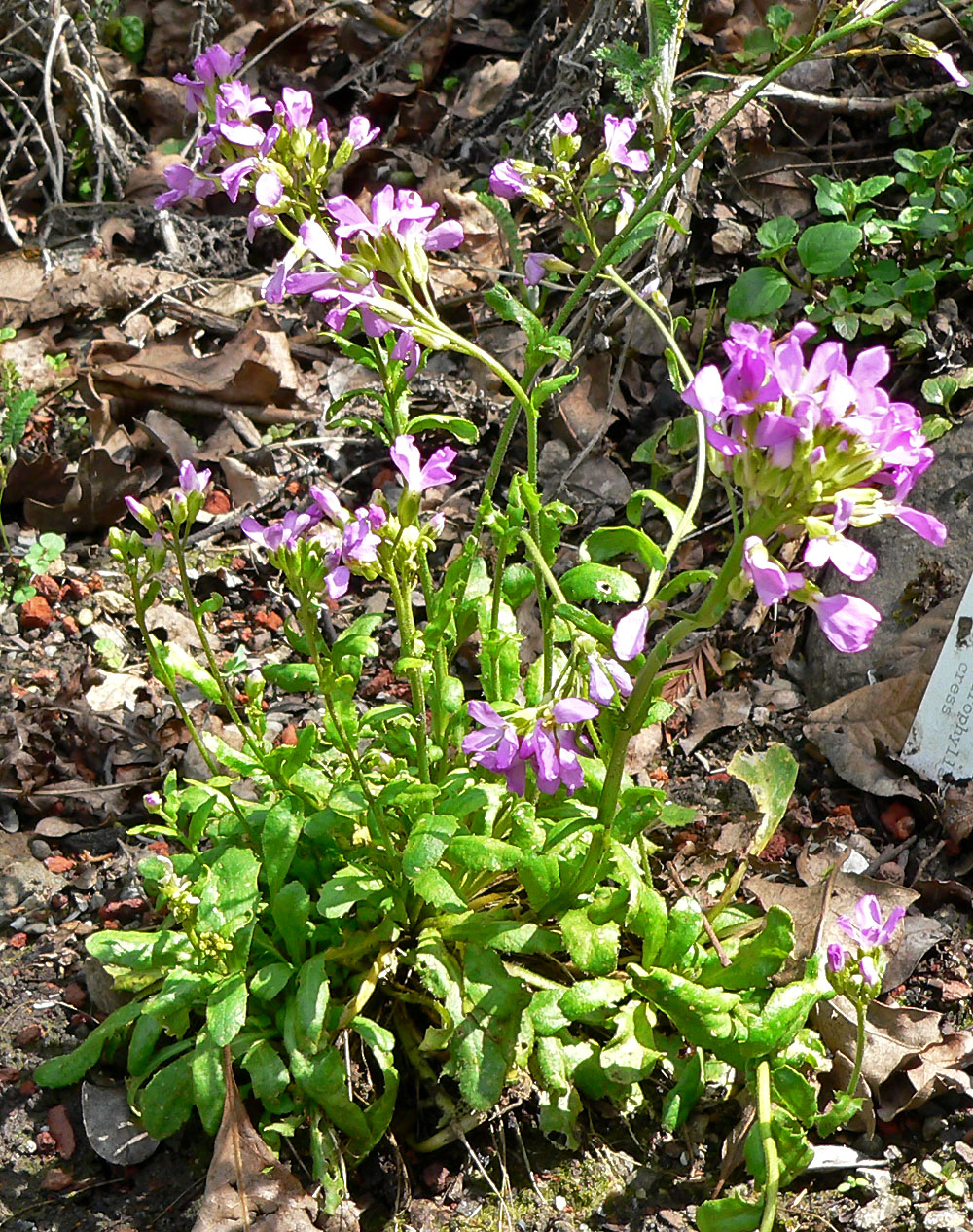
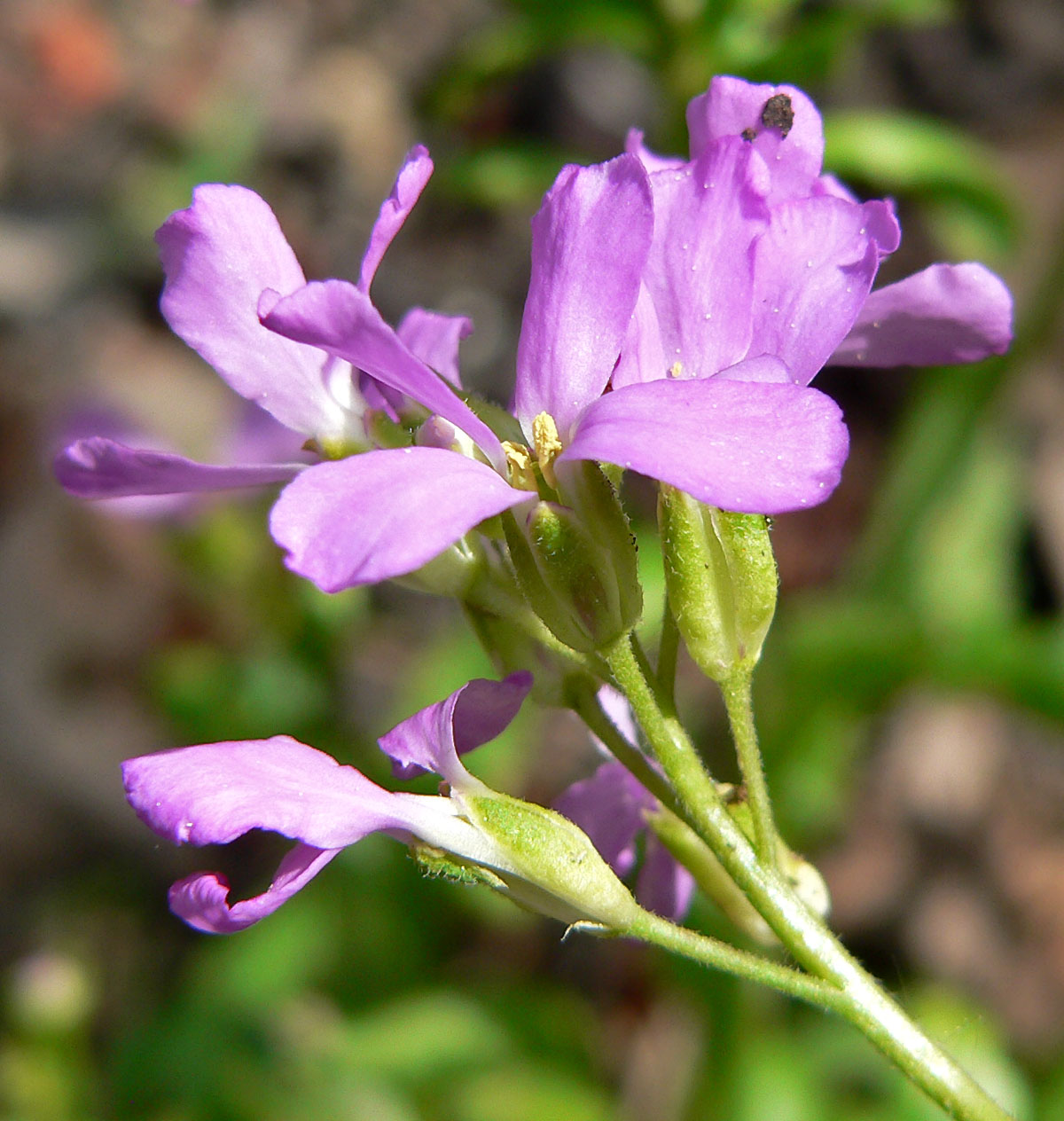
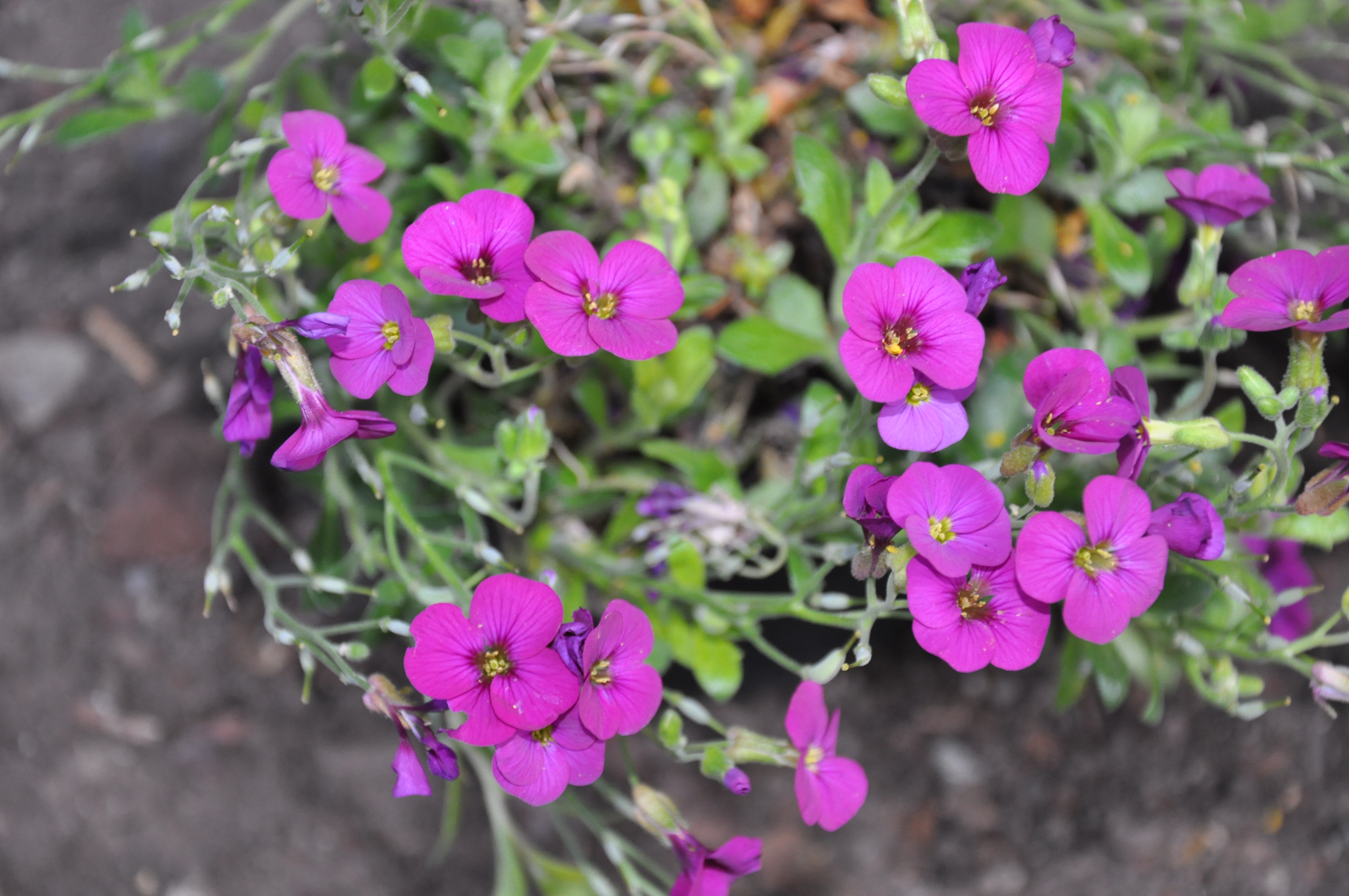
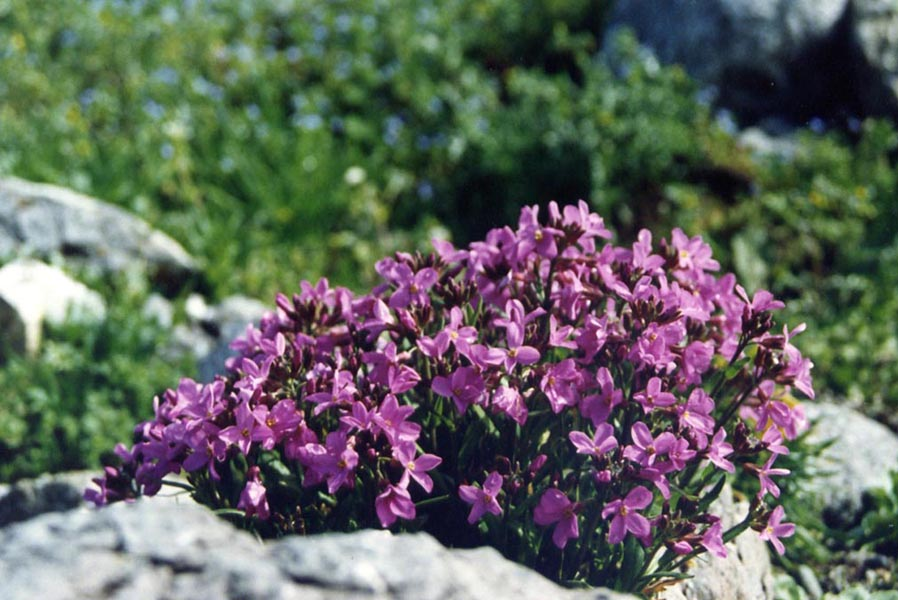